# Bernice Jan Liu

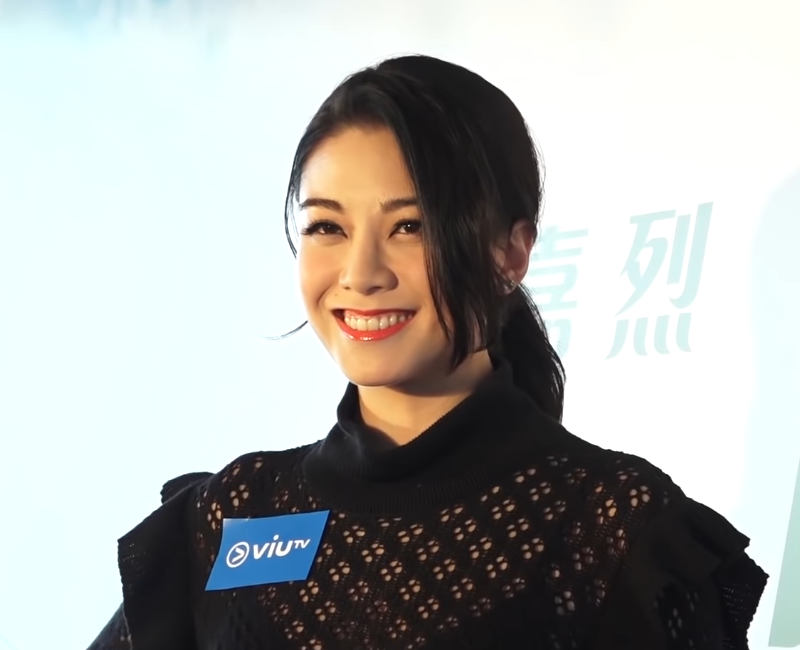
Bernice Jan Liu, 2017

Bernice Liu (* 6. Januar 1979 in Prince Rupert, British Columbia, Kanada) ist eine kanadische Schauspielerin und Sängerin.

## Leben
Lius Familie stammt aus Shunde, Guangdong in der Volksrepublik China.
Ihre Karriere begann 2000 mit dem Gewinn des Miss Chinese Vancouver Pageant und 2001 mit dem Gewinn des Schönheitswettbewerbs Miss Chinese International. Infolgedessen wurde sie für TVB tätig.
| Fernsehserien (TVB) - 2001: Virtues of Harmony (皆大歡喜) - 2002: Golden Faith (流金歲月) - 2003: Survivor’s Law (律政新人王) - 2003: Virtues of Harmony II (皆大歡喜) - 2004: Supreme Fate (富豪海灣至尊家緣) - 2005: Love Bond (心花放) - 2005: Healing HandsIII (妙手仁心III) - 2005: Into Thin Air (人間蒸發) - 2007: The Brink of Law (突圍行動) - 2007: Devil’s Disciples (強劍) - 2007: The Slicing of the Demon (凶城計中計) - 2007: Best Selling Secrets (同事三分親) - 2007: Steps (舞動全城) - 2007: Survivor’s Law II (律政新人王II) - 2008: Wasabi Mon Amour (和味濃情) - 2008: When A Dog Loves A Cat (當狗愛上貓) - 2008: The Greatness of a Hero (盛世仁杰) | Filme - 2002年：我老婆唔夠秤 - 2003年：炮製女朋友 - 2004年：重案孖寶 Songs - I’m So In Love With You: Steps (舞動全城) - 還用在意嗎: The Slicing of the Demon (凶城計中計) - 分手: The Brink of Law (突圍行動) - 實情: Into Thin Air (人間蒸發) - 心裡話: Love Bond (心花放) mit Moses Chan (陳豪), Kenix Kwok (郭可盈) und Michael Tao (陶大宇) - 皆大歡笑: Virtues of Harmony (皆大歡喜) - 鬥氣冤家: Virtues of Harmony (皆大歡喜) mit Frankie Lam (林文龍) - 等愛的女人: Virtues of Harmony (皆大歡喜) - 朱古力與雲呢拿: Sugar Sugar Rune (魔界女王候補生) mit Myolie Wu (胡杏兒) - 夢: Doraemon (多啦A夢) |